# Pulo Raya (Titeue)
Pulo Raya is een bestuurslaag in het regentschap Pidie van de provincie Atjeh, Indonesië. Pulo Raya telt 395 inwoners (volkstelling 2010).